# Рахимов, Аубакир Сыдыкович
Аубакир Сыдыкович Рахимов (11 сентября 1950 г.род Урджарский район, Восточно-Казахстанская область) — советский и казахский театральный режиссёр, педагог, профессор. Заслуженный деятель Казахстана (1998).

## Биография
- Аубакир Рахимов родился в 11 сентября 1950 г.род Урджарский район, Восточно-Казахстанская область
- В 1966 году с отличием окончил среднюю школу имени Ы. Алтынсарина в с. Таскескен, Уржарского района, Восточно Казахстанской области.
- 1966—1968 гг. окончил актерскую студию академического театра имени М. Ауэзова.
- Творческий путь начал в 1968 г. с Джамбульского областного театра, где работал актером.
- В 1974 г. поступил на режиссёрский факультет института театрального искусства имени А. Луначарского (ГИТИС) в г. Москве, учился у народного артиста СССР, Лауреата государственных премии, профессора И. М. Туманова (Туманашвили) и в 1979 г. окончил с отличием.
- с 1979 г. режиссёр — постановщик Казахский государственный академический театр драмы имени М. О. Ауэзова
- Режиссёр в течение долгих лет ведет курсы актерства и режиссёрства в Казахской Национальной Академии Искусств имени Т. Жургенова.

## Режиссёрские работы
- Дипломную работу защитил в театре имени М. Ауэзова, спектаклем который он поставил, «Текетірес» О. Бокейа, был приглашен на работу в этот театр. И с тех пор, режиссёр поставил более 50 спектаклей с различными жанровыми решениями и актуальными темами.
- Спектакли инсценированные из казахской классики и современной драматургии: «Шакарим» «Лихая година»(сцен версия Н. Оразалин) М. Ауэзова, А. Рахимова, «Өттің дүние» Н. Абуталиева, «Красавица Камар» С. Торайгырова, «Молитвенный коврик» (Ситуации), «Седьмая палата», «Сокращение штата», «Месть» А. Сулейменова, «Каусар» А. Абишева, «Старшая сестра» и «Маленький аул» Д. Исабекова, «Буря» С. Досанова, «Ночной диалог» Р. Сейсенбаева, «Меня зовут Кожа» Б. Сокпакбаева, «Заблудшие» («Светлая любовь») С. Муканова, «Тойдан қайтқан қазақтар», «Век без любви», «Тоска и призрак» С. Балгабаева, «Сабатажж!» (сцен версия К. Искак) Б. Майлина, «Свадьба Кырманбая» Т. Нурмаганбетова, «Здравствуйте, я ваша тетя!» Т. Чарлей, «Поэт..Ангел..Любовь..» А. Тарази, «Алдар косе» Ш. Кусайынова, «Выходят бабки замуж» Ф. Булякова, «Жорж данден или одураченный муж» Мольер перевод А. Сулейменов, «Башмачок» М. Файзи, «Кашгария» И. Гайыпа и Ш. Шаваева (республиканский уйгурский театр) и др.
- Режиссёр ставящий постановки из национальной драматургии, с большим опытом работы с драматургами, сам написал сатирическую драму «Свидетельство на преступление» и поставил на сцене театра.
- Режиссёр А. Рахимов широко известен как мастер массовых театрализованных постановок. Был главным режиссёром и написал сценарий многих фестивалей, культурно — массовых мероприятии, торжественных постановок таких как, «60 лет КазССР», «60 лет ЛКСМ», «Наурыз», «Наурызнама», 150 летие Абая, 150 летие Джамбула, 100 — летие Ауэзова, 60 — летие Баян — Олгей (Монголия), 2000 летие Тараза, «Родина — ставка дружбы», презентация Астаны, Всемирный съезд казахов, 150 — летие Шакарима, 100 летие Б. Момышулы и др. Организовал театрализованные концертные программы «праздник Маулит», «конкурс чтецов Корана», про цель ислама которая стремится воспитывать к доброте и совестливости.

## Награды
- 1996 — Лауреат премии имени Махамбета
- 1998 — Присвоено почетное звание «Заслуженный деятель Казахстана»
- 1998 — Медаль «Астана»
- 2009 — Орден Парасат[1][2]
- 2010 — профессор Казахская национальная академия искусств имени Т. К. Жургенова (КазНАИ)
- 2015 — Медаль «550-летия Казахского ханства»
- 2016 — Медаль «25 лет независимости Республики Казахстан»
- «Отличник образования Республики Казахстана»